# アス・ネベス

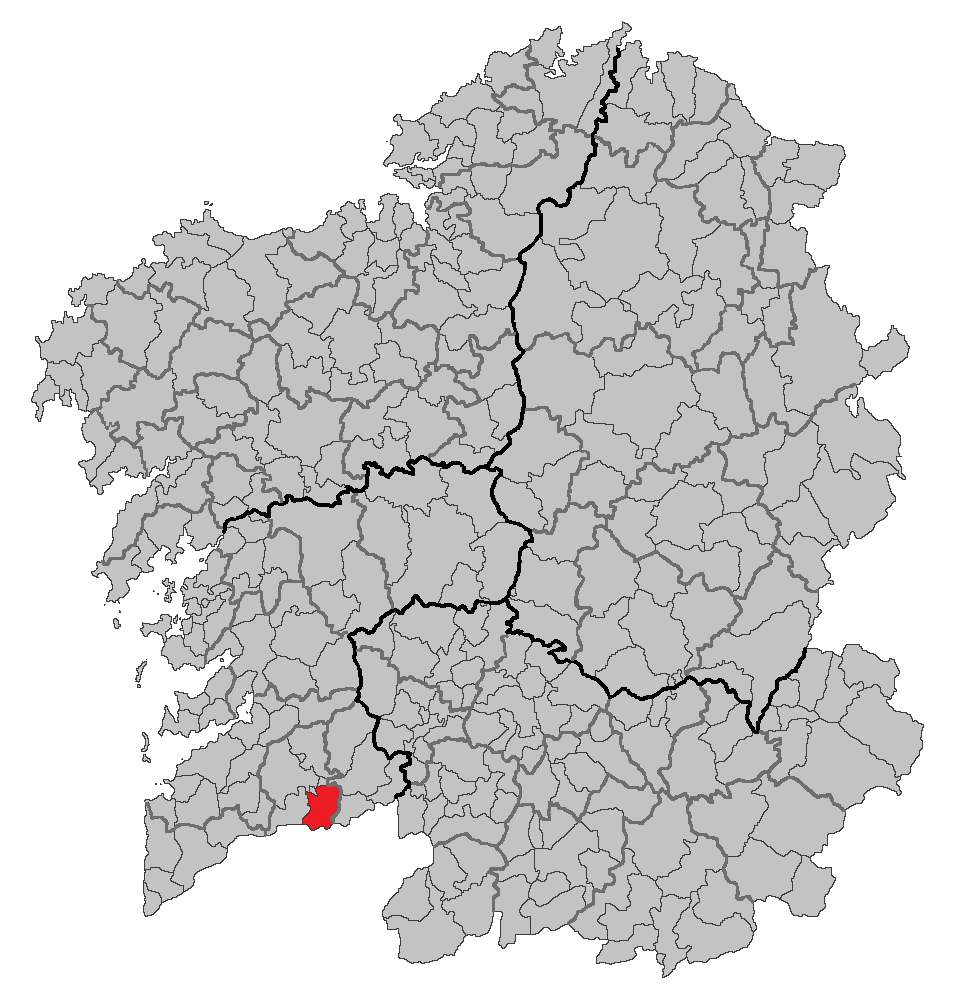

アス・ネベス（As Neves）は、スペイン、ガリシア州、ポンテベドラ県の自治体。コマルカ・ド・コンダードに属する。1904年までは自治体庁舎の置かれていたサンタ・エウシェニア・デ・セタードスにちなんで、セタードスと呼ばれていた。それ以降1981年までは公式名称ニエベスと呼ばれた。その後、自治体名はガリシア語化されて、現在にいたる。ガリシア統計局によると、2012年の人口は4,300人（2010年：4,429人、2004年：4,440人）。住民呼称は、男女同形のnevense。
ガリシア語話者の自治体人口に占める割合は99.26%（2001年）。

## 地理
アス・ネベスは、ポンテベドラ県の南東部、コマルカ・ド・コンダードに属する。北はポンテアレーアス、モンダリス、ア・カニーサと、東はアルボと、西はサルバテーラ・デ・ミーニョの各自治体と隣接、南はポルトガル国境となっている。自治体中心地区はアス・ネベス教区のアス・ネベス地区。
アス・ネベスはポンテアレーアス司法管轄区に属す。

### 人口
住民は13の教区の189の地区（集落）に居住する。
| アス・ネベスの人口推移 1900－2010                       |
|                                                         |
| 出典:INE（スペイン国立統計局）1900年 - 1991年、1996年 - |

## 政治
自治体首長はガリシア国民党（PPdeG）のラウル・エミリオ・カストロ・ロドリゲス（Raul Emilio Castro Rodríguez）、自治体評議員はガリシア国民党：6、ガリシア民族主義ブロック（BNG）：4、ガリシア社会党（PSdeG-PSOE）：1となっている（2011年5月22日の自治体選挙結果、得票順）。
| 1999年6月13日自治体選挙 |        |        |          |
| 政党                    | 得票数 | 得票率 | 獲得議席 |
| PPdeG                   | 1,822  | 61.00% | 8        |
| PSdeG-PSOE              | 852    | 28.52% | 4        |
| BNG                     | 287    | 9.61%  | 1        |

| 2003年5月25日自治体選挙 |        |        |          |
| 政党                    | 得票数 | 得票率 | 獲得議席 |
| PPdeG                   | 1,476  | 50.48% | 6        |
| PSdeG-PSOE              | 586    | 20.04% | 2        |
| BNG                     | 498    | 17.03% | 2        |
| UCPA                    | 184    | 4.47%  | 0        |

| 2007年5月27日自治体選挙 |        |        |          |
| 政党                    | 得票数 | 得票率 | 獲得議席 |
| PPdeG                   | 1,445  | 50.00% | 6        |
| BNG                     | 535    | 18.51% | 2        |
| UCPA                    | 466    | 16.12% | 2        |
| PSdeG-PSOE              | 415    | 14.36% | 1        |

| 2011年5月22日自治体選挙 |        |        |          |
| 政党                    | 得票数 | 得票率 | 獲得議席 |
| PPdeG                   | 1,401  | 51.53% | 6        |
| BNG                     | 891    | 32.77% | 4        |
| PSdeG-PSOE              | 379    | 13.94% | 1        |
| EU-IU                   | 31     | 1.14%  | 0        |

## 教区
アス・ネベスは13の教区に分けられている。太字は自治体中心地区のある教区。
- バタジャンス（サンタ・エウラリア）
- セルデイラ（サン・ショアン）
- リニャーレス（サンタ・マリーア）
- アス・ネベス（サンタ・マリーア）
- ルビオス（サン・ショアン）
- サン・シブラン・デ・リバルテーメ（サン・シブラン）
- サン・ペドロ・デ・バタジャンス（サン・ペドロ）
- サン・ショセ・デ・リバルテーメ（サン・ショセ）
- サンティアーゴ・デ・リバルテーメ（サンティアーゴ）
- セタードス（サンタ・エウシェニア）
- タボエーシャ（サンタ・マリーア）
- トルトレーオス（サンティアーゴ）
- ビーデ（サンタ・マリーア）